# 보시에-슈리브포트 머드버그스
| 보시에-슈리브포트 머드버그스 |                                                                                    |
| 콘퍼런스                     | 노던 콘퍼런스 (2007년~2010년) 베리 콘퍼런스 (2010년~2011년)                        |
| 디비전                       | 노스이스트 디비전 (2001년~2007년)                                                  |
| 설립연도                     | 1997년 2001년(CHL 가입)                                                            |
| 해체연도                     | 2011년                                                                             |
| 역사                         | 슈리브포트 머드버그스 (1997년~2000년) 보시에-슈리브포트 머드버그스 (2000년~2011년) |
| 경기장                       | 히어쉬 메모리얼 콜리시엄 센추리텔 센터                                             |
| 연고지                       | 루이지애나주 슈리브포트                                                            |
| 상징색                       | 검정, 틸, 보라, 빨강, 하양                                                         |
| 정규시즌 우승                | WPHL : 1 (1997) CHL : 2 (2007, 2008)                                               |
| 콘퍼런스 우승                | 3 (2004, 2006, 2011)                                                               |
| 디비전 우승                  | WPHL : 2 (1999, 2000) CHL : 5 (2004, 2005, 2006, 2007, 2008)                       |
| 레이 미론 프레지던트 컵      | 4 (1999, 2000, 2001,2011)                                                          |
| 영구 결번                    | -                                                                                  |

보시에-슈리브포트 머드버그스(Bossier-Shreveport Mudbugs)는 미국 루이지애나주 슈리브포트를 연고지로 하는 2010년부터 2011년까지 CHL 소속 아이스 하키팀이 있었다.

## 역대 홈경기장
| 경기장                                             | 사용기간      | 수용인원 | 장소                    | 비고 |
| -------------------------------------------------- | ------------- | -------- | ----------------------- | ---- |
| 슈리브포트 머드버그스/보시에-슈리브포트 머드버그스 |               |          |                         |      |
| 히어쉬 메모리얼 콜리시엄                           | 1997년~2000년 | 10,300명 | 루이지애나주 슈리브포트 | 빈칸 |
| 센추리텔 센터                                      | 2000년~2011년 | 12,440명 | 루이지애나주 슈리브포트 | 빈칸 |